# فلادسلاف بوجيرا يفجينيفيتش
فلادسلاف بوجيرا يفجينيفيتش  (مواليد. 24 يناير 1971 )، (أوفا) ، جمهورية الباشكير الاشتراكية السوفيتية المتمتعة بالحكم الذاتي ، اتحاد الجمهوريات الاشتراكية السوفياتية ) هو فيلسوف روسي  ، وعالم  ، وناشر سياسي  وشخصية اجتماعية وسياسية يسارية .
دكتوراه في العلوم الفلسفية  ، أستاذ قسم الفلسفة في جامعة أوفا الحكومية النفطية التقنية ، عضو قسم "الديالكتيك المادي - العلمي"  للجمعية الفلسفية الروسية . مؤسس المدرسة العلمية للفلسفة الاجتماعية ("عقيدة علاقات الإدارة والملكية باعتبارها جوهر المجتمع" )("عقيدة الإنسان كمجموعة من علاقات الملكية والإدارة").